# Desmodus
Desmodus là một chi động vật có vú trong họ Dơi mũi lá, bộ Dơi. Chi này được Wied-Neuwied miêu tả năm 1826. Loài điển hình của chi này là Desmodus rufus Wied-Neuwied, 1824 (= Phyllostoma rotundus E. Geoffroy, 1810).

## Hình ảnh

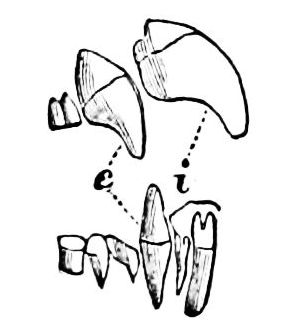

## Các loài
Chi này gồm các loài:
- Desmodus rotundus
- Desmodus draculae†
- Desmodus puntajudensis†
- Desmodus stocki†